# 中宁路
中宁路是中華人民共和國上海市普陀區一條西南-東北走向道路，西起真華南路，东至寧川路，全长630米，宽度為13.2至15.2米，道路始建於1959年，路名來自於宁夏回族自治區中衛市中宁縣。